# 萬曆三大征
萬曆三大征是明神宗萬曆二十年至廿八年（公元1592－1600年）間，先後在中國西北、東北、西南邊疆接連展開的三次大規模軍事行動；三役分別為平定蒙古人哱拜叛亂的寧夏之役、平定日本豐臣秀吉入侵朝鮮的朝鮮之役，以及平定貴州土司楊應龍叛亂的播州之役。
寧夏之役自萬曆二十年（1592年）二月十八日延至九月十八日。第一次朝鮮之役自萬曆二十年至二十一年（1592至1593年）；第二次為萬曆二十五至二十六年（1597至1598年）。播州之役自萬曆二十七年至二十八年（1599至1600年）。而實際上萬曆時期大規模軍事行動還包括萬曆十一年（1583年）至萬曆三十四年（1606年）的明緬戰爭，以及萬曆四十七年（1619年）與後金的薩爾滸之戰，但战果皆不如万历三大征，特别是萨尔浒大战明军被后金军完全击败。

## 史料
明人茅瑞徵有《萬曆三大征考》附東夷考畧，瞿九思有《萬曆武功錄》十四卷。
《明史》載：“寧夏用兵，費帑金二百餘萬。其冬，朝鮮用兵，首尾八年，費帑金七百餘萬。二十七年，播州用兵，又費帑金二三百萬。三大征踵接，國用大匱”。又卷百二十三《王德完傳》：“近歲寧夏用兵，費百八十餘萬；朝鮮之役，七百八十餘萬；播州之役，二百餘萬”。据此可以粗略統計出這八年間國家的軍事開支高達一千一百六十餘萬兩白銀。

### 宁夏之役
镇压哱拜之乱。哱拜原为蒙古人，嘉靖中降明，积功升都指挥。万历初为游击将军，统标兵家丁千余，专制宁夏，多蓄亡命。万历十七年，以副总兵致仕，子哱承恩袭职。十九年，火落赤等部犯洮河告急，拜自请率所部三千人往援，至金城，见各镇兵皆出其下，归途取路塞外，戎兵亦远避之，因益骄横，有轻中外之心。巡抚党馨每抑裁之，并核其冒饷罪，哱拜因于二十年二月十八日，纠合其子承恩、义子哱云及土文秀等，嗾使军锋刘东旸叛乱，杀党馨及副使石继芳，纵火焚公署，收符印，发帑释囚。胁迫总兵官张惟忠以党馨“扣饷激变”奏报，并索取敕印，惟忠自缢死。此后东旸自称总兵，以拜为谋主，以承恩、许朝为左右副总兵，土文秀、哱云为左右参将，占据宁夏镇，刑牲而盟。出兵连下中卫、广武、玉泉营、灵州（今宁夏灵武）等城，惟平虏坚守不下。叛军又以许花马池一带听其住牧为诱饵，得套部蒙古首领著力兔等相助，势力越加强大，全陕震动。三月四日，副总兵李昫奉总督魏学曾檄，摄总兵事进剿，但叛军恃套部蒙古支持，势甚强。此后，明朝特调副麻贵驰援，贵率苍头军在攻城同时，阻击套部蒙古，斩获甚多。四月，又调李如松为宁夏总兵，以浙江道御史梅国桢监军，统辽东、宣、大、山西兵及浙兵、苗兵等进行围剿。七月，麻贵等捣毁套部大营，追奔至贺兰山，将其尽逐出塞。各路援军在代学曾为总督的叶梦熊的统帅下，将宁夏城团团包围，并决水灌城。叛军失去外援，城内弹尽粮绝，同时内部发生火并，九月十六日刘东旸杀土文秀，承恩杀许朝，后周国柱又杀刘东旸。军心涣散。李如松攻破大城后又围哱拜家，拜阖门自尽，承恩等被擒，至此，哱拜之乱全部平息。

### 朝鲜之役
朝鮮之役是1592至1598年（明神宗万历二十年至万历二十六年；日本文祿元年至慶長3年）間，由於日本太閣豐臣秀吉入侵朝鮮、觊觎明帝國而引起的东亚区域性戰爭。是役明廷因宗藩關係軍援朝鮮，在朝鮮民兵及水師帮助下；與日軍拉鋸鏖戰，牽制了日本，最终秀吉病逝，日军撤退。
這場為時超過六年，牽動東亞三國的戰爭，名稱繁多：
明萬曆年間，中國稱「朝鮮之役」，雖然前後兩次發生武力衝突，但明朝並未因此而分別命名，日本則分別稱文祿之役、慶長之役；朝鮮稱為「壬辰倭亂」和「丁酉再亂」。朝鮮之役明軍動員規模可觀，與寧夏、播州二役合稱萬曆三大征。
由於各國均由本國觀點加以命名，當前在國際上並無一概通用的名稱，只要能清楚表達即可視為正式名稱。

### 播州之役
播州位于四川、贵州、湖北间，山川险要，广袤千里。自唐杨端之后，杨氏世代统治此地，接受中央皇朝任命。明初，杨铿内附，明任命其为播州宣慰使。万历初，杨应龙为播州宣慰使，骄横跋扈，作恶多端，并于万历十七年公开作乱。明廷对杨应龙之乱举棋不定，未采取有力对策。因此应龙本人一面向明朝佯称出人出钱以抵罪赎罪，一面又引苗兵攻入四川、贵州、湖广的数十个屯堡与城镇，搜戮居民，奸淫掳掠。二十六年，四川巡抚谭希思于綦江、合江（今四川泸州东）设防。次年，贵州巡抚江东之令都司杨国柱率军三千进剿。杨国柱兵败被俘，骂贼不屈，被杀。明廷罢江东之，以郭子章代之。又起用前都御史李化龙兼兵部侍郎，节制川、湖、贵三省兵事，并调刘綎及麻贵、陈璘、董一元等南征。二十八年，征兵大集，二月，在总督李化龙指挥下，明军分兵八路进发，每路约三万人。刘綎进兵綦江，连破楠木、山羊、简台三峒天险。又败应龙之子朝栋所统苗军。巾帼英雄秦良玉与其丈夫马千乘亦率兵攻下金筑等七寨，并偕同酉阳等土司军一起攻下桑木关为南川路战功第一。其他几路明军也取得胜利。三月底，刘綎攻占娄山关，四月，杨应龙率诸苗决死战，又败。綎进占杨应龙所依天险之地龙爪、海云，至海龙囤（今遵义西北），与诸路军合围之。六月，刘綎又破大城。应龙知大势已去，与二妾自缢，子朝栋等被执，明军入城，播州平。后分其地为遵义、平越二府，分属四川、贵州。

## 评价
明人瞿九思在《万历武功录》中评价说：“唐宋以来一大伟绩”。
《萬曆傳》評價万历援朝一役：「神宗決策兩次東征御倭援朝，是及時和果斷的，否則不止朝鮮不保，而且遼東，山東及東南沿海將永無寧日。這場戰爭雖然耗費了明朝的巨額財力，卻換來了邊境的長久安寧，其意義是不可低估的。」